# Porsche Junior
Porsche Junior va ser un tractor de Porsche-Dièsel que va ser fabricat entre 1952 i 1963.
El Junior va ser impulsat per un motor dièsel refrigerat per aire d'un únic cilindre de 822 cc, que donava 14 hp.